# Guasila
Guasila (sardinski: Guasìba, Guasìlla) je grad i općina (comune) u pokrajini Južnoj Sardiniji u regiji Sardiniji, Italija. Nalazi se na nadmorskoj visini od 210 metara i ima 2 676 stanovnika.
 Prostire se na 43,51 km². Gustoća naseljenosti je 62 st/km².
Susjedne općine su: Gesico, Furtei, Guamaggiore, Ortacesus, Pimentel, Samatzai, Segariu, Serrenti, Villamar i Villanovafranca.